# كارل ويلهلم هارتمان
كارل ويلهلم هارتمان (بالنرويجية البوكمول: Carl Hartmann)‏ هو محامي وسياسي نرويجي، ولد في 3 يوليو 1880 في كونغسبرغ في النرويج، وتوفي في 1957. حزبياً، نشط في الحزب الليبرالي. وقد انتخب عضو برلمان النرويج ‏.